# エロエロ草紙
『エロエロ草紙』（えろえろそうし、- ぞうし）は、酒井潔による随筆やイラストの作品集。1930年（昭和5）に竹酔書房より販売を予定していたが、出版前の検閲にて「公序良俗を乱す」と判断され、発売中止となった。いかがわしさを彷彿とさせる題名やテーマに対し、現代では「いかがわしいというよりはむしろ微笑ましい」や「ユーモラスな読み物」等と評される。また、昭和初期の検閲事情や社会風俗を知る上で、貴重な資料とみなされている。
本書は、発禁から約80年の2012年、国立国会図書館により電子化され、インターネット上に公開される。公開から5カ月連続でアクセス数1位を記録したほか、文化庁による電子書籍化プロジェクトでも、ダウンロード数が１位となる。そして、2013年、彩流社より復刻版として、紙媒体での出版が実現した。復刻版の刊行によって、インターネットでは白黒画像でしか見れなかったイラスト等を、原書と同様にカラーで見ることが可能となった。

## 沿革

### 昭和初期の文化と出版事情
1930年（昭和5）の出版事情を述べる。改造社、平凡社、講談社による円本合戦が白熱していた。同時期、艶本も合法・非合法を問わず、出版競争に盛り上がりを見せた。『エロエロ東京娘百景』『巴里・上海エロ大市場』『エロ新戦術』（全て1930年出版）など、「エロ」を冠する書物が相次いで出版された。永井良和（関西大学教授）によると、当時「エロ」という言葉は、人々に時代の最先端性を感じさせる魅力があった。たとえ「エロ」を冠した書物であっても、検閲を乗り越える書籍は多く存在した。

### 検閲による発禁処分
1930年11月に竹酔書房より『エロエロ草紙』の販売を予定していた。事前検閲にて「公序良俗を乱す」との判断を受ける。製本途中で、発売の中止に至った。本書が検閲に抵触した理由について、永井は「表紙と扉絵」の表現が、当時の価値観に照らすと、刺激が強かったと指摘している。復刻版を担当したデザイナー渡辺将史は、その扉絵を「ギミック扉」と呼び、本文の装丁とは別に作られた、仕掛けであると説明している。ページ中央に描かれた扉、その周囲3面が切り抜かれている。そのため、絵の扉を、手で開閉できる。その扉を開けると、色っぽい女性を覗けるという仕組みである。渡辺は「80年前の読者はこれに興奮し、検閲官はけしからんと激怒したのだろうか。」と語る。発禁処分を受けた後、酒井は翻訳本として『奴隷祭 一九世紀ルイジアナの蛮習』（ドン・ブランナス・アレラ著）を、竹酔書房より出版した。

### デジタル公開
国立国会図書館（以下、NDL）は『エロエロ草紙』の原本を所蔵している。ただし、閲覧できるのは原本ではなく、コピーであるマイクロフィルムに制限されていた。NDLでは、2009年から所蔵資料の大規模デジタル化事業を開始する。本書もデジタル化の対象となり、2012年6月、旧「近代デジタルライブラリー」（現「国立国会図書館デジタルコレクション」）よりインターネット公開された。本書は、その露骨なタイトルから注目を集め、公開より5カ月連続アクセス数1位を記録した。
翌年2013年、文化庁では、貴重な資料の電子書籍化に対するニーズの把握や、電子書籍という媒体の流通課題を検討するために、実証実験を行った。これを「文化庁eBooksプロジェクト」という。実験にあたり、NDLデジタル化資料の中から、13作品が選定が行われた。選定基準は、デジタル資料へのアクセス数や、国会図書館内での閲覧件数を挙げている。『エロエロ草紙』の選定には異論があったが、「NDL デジタル化資料の中でアクセス数が圧倒的に多」いため選ばれた。そのほかの選定資料には、例えば、資料価値の高い古典籍である『遠野物語』や『平治物語絵巻』がある。「下人の行方は、誰も知らない。」と異なる結末を迎える、『羅生門』の初出版も選ばれている。

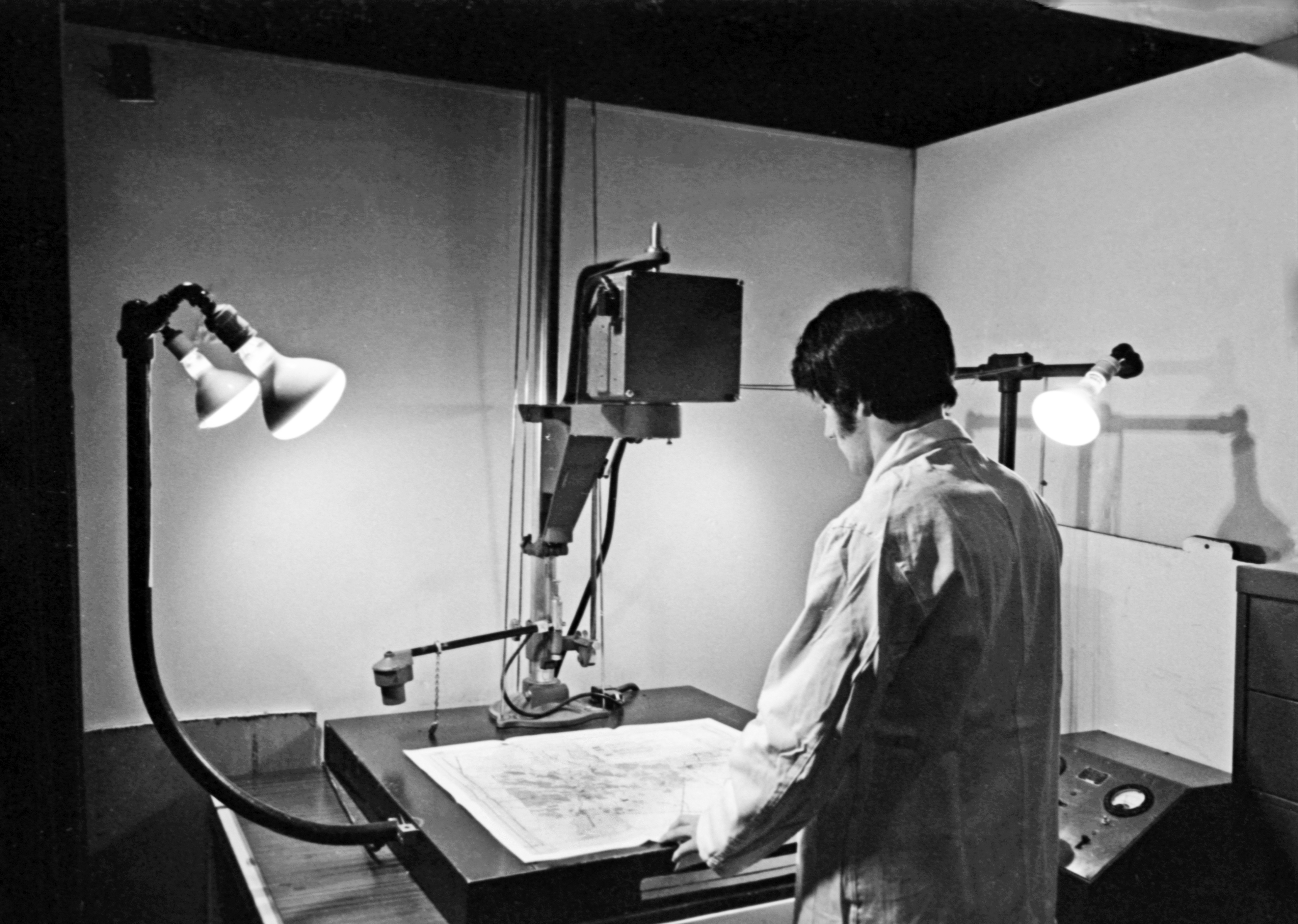
＜例＞マイクロフィルムの撮影の様子。カメラの位置等によっては、画角に作業台も写り込む。

選定後、電子書籍化に向けた処理が行われた。報告書には、編集で苦労した点も記されている。『エロエロ草紙』の場合、現物からではなく、マイクロフィルム（現物のコピー）からの電子書籍化であった。フィルムを見ると、原書を置いた作業台のも画角に写り込んでいた。それによる問題は、原書と作業台の色調が酷似していたことである。原書と作業台の境目が目視で確認しにくかった。データ編集者は、どこをトリミングすればよいか、判断に迷ったという。
トリミング処理等が施され、電子書籍化された資料は、「紀伊國屋書店BookWeb」より2回に渡って無料配信された。約1か月間（2月1日～3月3日）の配信期間における、総ダウンロード件数は、9万2517件であった。作品別の順位では、第1位は『エロエロ草紙』（1万1749 件）、第2位が芥川龍之介『羅生門』（1万163 件）、第3位が同じく芥川『河童』（8,428件）である。
| 順位 | 作品名（著者者名など）                         | 件数   |
| ---- | ---------------------------------------------- | ------ |
| １   | 『エロエロ草紙』（酒井潔）                     | 11,749 |
| ２   | 『羅生門』（芥川龍之介）                       | 10,163 |
| ３   | 『河童』（芥川龍之介）                         | 8,428  |
| ４   | 『平治物語絵巻』（写：住吉内記）               | 8,389  |
| ５   | 『絵本江戸紫』（著：浪花禿帚子・画：石川豊信） | 7,746  |

配信は2回に分けて行われた。上位を占めた作品は、第1回（2月1日）配信分の作品であった。『エロエロ草紙』のダウンロード件数の多さについて、持田泰は「マガジン航」にて、目を引くタイトルからインターネット上で注目を集め、「話題が一人歩きしてしまった感」があると語った。
第2回（2月8日）配信分に限定してみると、第１位は柳田國男『遠野物語』（6,766件）、第2位が宮澤賢治『春と修羅』（5,715件）、第3位が宮澤賢治『四又の百合：宮澤賢治童話集』（件）である。『遠野物語』と『春と修羅』は限定部数で自費出版された初版本である。同プロジェクトの担当である、野村総合研究所上級コンサルタントの小林慎太郎は、このような作品のダウンロード件数が多かったことに意外性を感じたという。また小林はプロジェクトを振り返り、本の特性や電子書籍の可能性を述べている）。

### 紙の復刻版が発売
復刻版は、2013年6月に彩流社より出版された。復刻版の担当編集者（以下、A）は、2012年10月頃、SNSを通じて、5カ月連続アクセス数1位で話題となっていた本書を知る。Aは本書について調べていく中で、本書が発禁処分に遭い、市場に流通していないと知り、そこに商機を見出す。Aは、国立国会図書館（NDL）公開のデータを閲覧し、可読性が低く、読書に適していないことを実感する。ここからAは、書籍化に向けて動き出す。まず、復刻版の底本を得るために、古書店巡りや、研究者への相談を行った。しかし、原本はどこにも見つからなかった。2013年4月、AはNDLを訪問し、原本を閲覧した。Aは、原著がカラー印刷であることを知り、驚いたという。それはNDLが公開している画像が白黒であり、原本も白黒印刷であると、Aは考えていたためである。Aは、読者のためにも、カラーでの復刻を一層希望した。次に、AはNDLに複写依頼を申し込んだ。NDLは、貴重資料である原本の状態から、依頼を断る判断をとった。原本の状態としては、シミの付着や紙片の破損、製本の糸かがりが外れていた。諦めきれないAは、別の部署にも依頼をした。その結果、特別に複写が許可される。
同じ頃、編集者Aは復刻版の構想を、デザイナーである渡辺将史に持ち掛けていた。NDL公開のデータを閲覧した、渡辺は「はたしてこれを復刻して支持を受けるのだろうか」と不安を持ったという。4月19日、渡辺は複写のために撮影機材を抱えて、NDLを訪問した。渡辺は、原書の鮮やかな色彩を目にして、カラーでの復刻に意欲を燃やす。渡辺は複写撮影の後、画像データの編集に入った。作業工程は、大きく分けると3段階ある。まず、画像データの位置を調整し、本文を読みやすいようにする。次に、経年劣化によるシミなど、変色した部分の取り除きである。そして色調を調整し、全体を統一する。原書は退色も進んでいる。渡辺は、80年前の当時の色を想像しながら、再現を試みた。この作業を全80ページ（40見開き分）に渡って繰り返していく。
以上のような編集作業を経て、発禁から約80年の2013年、彩流社より『エロエロ草紙【完全カラー復刻版】』として出版される。発行を記念し、東京堂書店では、エログロナンセンスな本を揃えたブックフェアが開催された。刊行後、図書館蔵書検索サービスを提供するカーリルによる、インタビューが行われた。刊行経緯などを説明するなかで、編集者Aは著作権利関係の難しさに触れている。
デザイナーの渡辺は彩流社のウェブ記事にて、複写から刊行までの経験を振り返り、次のように述べている。
『エロエロ草紙』以降、彩流社は「酒井潔・復刻プロジェクト」として『奴隷祭』『日本歓楽郷案内』『らぶ・ひるたァ』の3冊を復刻した。

## 内容
本書の構成としては、エッセイやイラスト、写真等が組み合わされている。雑誌のような作りである。内容を見ていくと、胸元を露呈した女性のイラストや写真が多数ある。「下半身はつねにかくされているが、ギリギリ感がないので、この時代は上半身露出だけで十分エロだった」と、雑誌「ダ・ヴィンチ」元編集部のrieは考察する。またrieは、『エロエロ草紙』と江戸時代の春画（艶本）を比較すると、春画の方が明らかに性的表現が直接的、かつエログロであると指摘している。J-CASTも同様に「春画のように露骨にいかがわしい描写はない」という。

## 評価・分析
扇動的なタイトルや題材に対し、現代では「いかがわしいというよりはむしろ微笑ましい」や「ユーモラスな読み物」等と評される。著者の酒井は、本書を「上品なエロと、朗らかなナンセンス」と語っている。復刻版を担当したデザイナー渡辺は、昭和初期という軍国主義の足音が近づく時代に、相反するような内容や豪華な装丁に、「この脳天気さはいったい……」と戸惑いを覚えたという。内容面では、雑誌のような作りになっている。この点について、「ダ・ヴィンチ」元編集部のrieは、次のように述べている。
作中に登場する女性のモデルは、1930年頃活躍していた映画女優グレタ・ガルボの可能性を、永井良和（関西大学教授）は指摘している。

## 書誌情報
- 『エロエロ草紙』談奇群書 ; 第2輯, 竹酔書房, 1930年11月, doi:10.11501/1137261.
- 『エロエロ草紙【完全カラー復刻版】』彩流社, 2013年6月20日, ISBN 9784779119057.